# Macroglossum particolor
Macroglossum particolor là một loài bướm đêm thuộc họ Sphingidae, chi Macroglossum.